# Atentados de Maiduguri de 2015
Los atentados de Maiduguri del 7 de marzo de 2015 fueron una serie de ataques suicida con bomba en la localidad nigeriana de Maiduguri.

## Desarrollo
Cuatro de las explosiones ocurrieron en distintos puntos de la ciudad y una quinta ocurrió en un puesto de control militar en la ciudad de Benisheik, a unos 75 kilómetros de Maiduguri.
El primer ataque fue perpetrado por una terrorista suicida en el mercado de pescado de Baga a eso de las 11:20 de la mañana matando a 18 personas. Una hora después otro explosivo fue detonado en el popular Monday Market causando la muerte de 15 personas. No se ha determinado si este ataque fue perpetrado por un terrorista suicida.
Poco después de las 13:00 una tercera explosión se produjo en la terminal de autobuses.